# Najwa Awane
Najwa Awane, née le 18 avril 1998 , est une joueuse de tennis handisport marocaine. Championne d'Afrique dans sa catégorie, elle est la première athlète marocaine et africaine membre du comité des athlètes de la Fédération internationale de tennis (ITF).

## Biographie

### Origines et vie privée
Najwa Awane nait le 18 avril 1998 au Maroc. Elle est titulaire d'une licence en mathématiques appliquées,.

### Début et Carrière
Victime de la morsure d'un pitbull au niveau des membres inférieurs, en 2008,  elle subit l'amputation de sa jambe gauche à la suite d'une erreur médicale. Elle s'intéresse ensuite au tennis en fauteuil roulant dès son enfance avec le soutien de la société Euler Hermes Acmar, filiale du groupe Allianz Trade et de son prothésiste.
Championne au Maroc, elle remporte aussi le titre de champion d'Afrique dans sa catégorie en 2017. Elle occupe la 36e place mondiale en 2018 et participe pour les Jeux Paralympiques de Tokyo en 2020,,. Le 31 octobre 2021, elle devient la première femme africaine à être élue membre du comité des athlètes de la Fédération internationale de tennis, ce qui fait d'elle la représentante des athlètes paralympiques africains.
En 2024, elle se qualifie pour les Jeux paralympiques de Paris après s'être imposée, en finale, contre sa compatriote Samira Benichi en finale des Jeux Africains Paralympiques,,,.